# Рогожень (Горж)
Рогожень, Рогожені (рум. Rogojeni) — село у повіті Горж в Румунії. Адміністративно підпорядковане місту Тиргу-Кербунешть.
Село розташоване на відстані 212 км на захід від Бухареста, 20 км на південний схід від Тиргу-Жіу, 72 км на північ від Крайови.

## Населення
За даними перепису населення 2002 року у селі проживали 18 осіб, усі — румуни. Усі жителі села рідною мовою назвали румунську.